# بخش سایها
بخش سایها (به انگلیسی: Saiha district) یک منطقهٔ مسکونی در هند است که در میزورام واقع شده‌است. بخش سایها ۱٬۴۰۰ کیلومتر مربع مساحت و ۵۶٬۵۷۴ نفر جمعیت دارد.